# Someș-Uileac, Maramureș
Someș-Uileac, mai demult Uileacu Hododului, (în maghiară Szilágyújlak, alternativ Szamosújlak, colocvial Újlak, în germană Neudorf, în trad. "Satu Nou"), este un sat ce aparține orașului Ulmeni din județul Maramureș, Transilvania, România.
Satul are o cetate dacică numită Bodava.

## Istoric

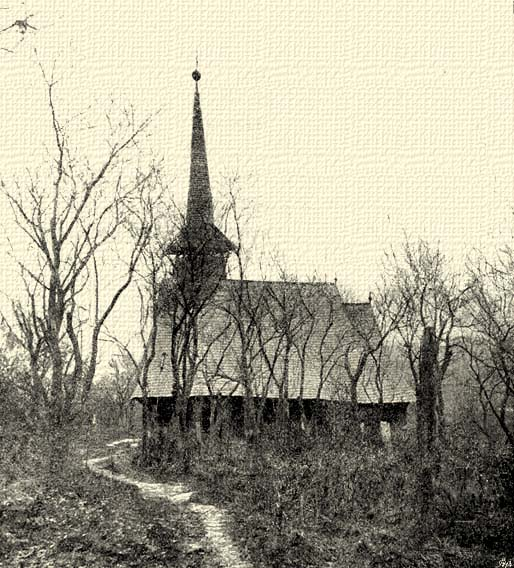
Biserica de lemn dispărută (imagine de arhivă)

Prima atestare documentară: 1383 (Ujlak). 

## Etimologie
Etimologia numelui localității: din hidron. Someș (cuvânt autohton, cf. Samus) + Uileac (< magh. uj "nou" + magh. lak „locuință, domiciliu"). 

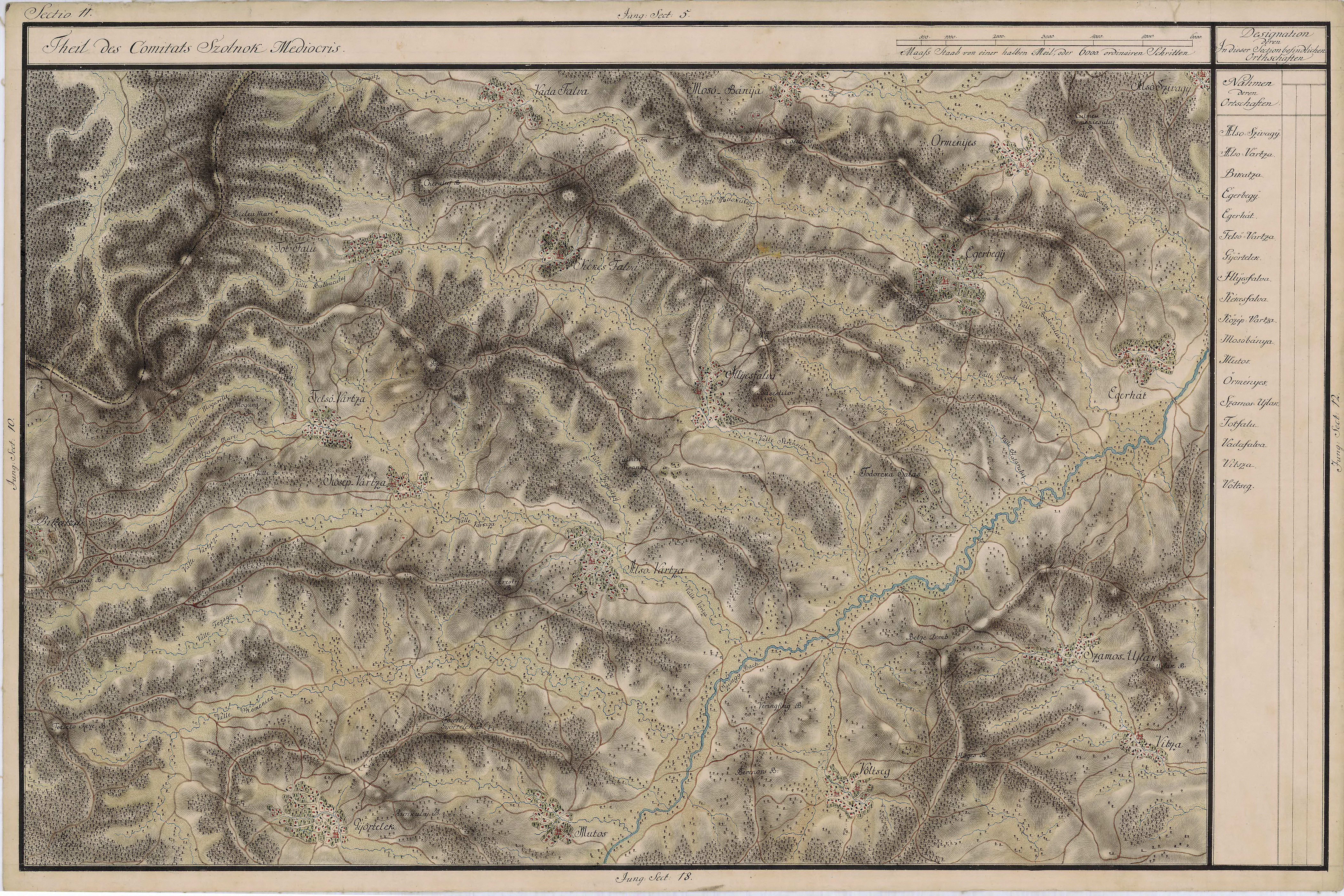
Someș-Ulieac în Harta Iosefină a Transilvaniei

## Demografie
La recensământul din 2011, populația era de 787 locuitori. 